# Baia Terra Nova

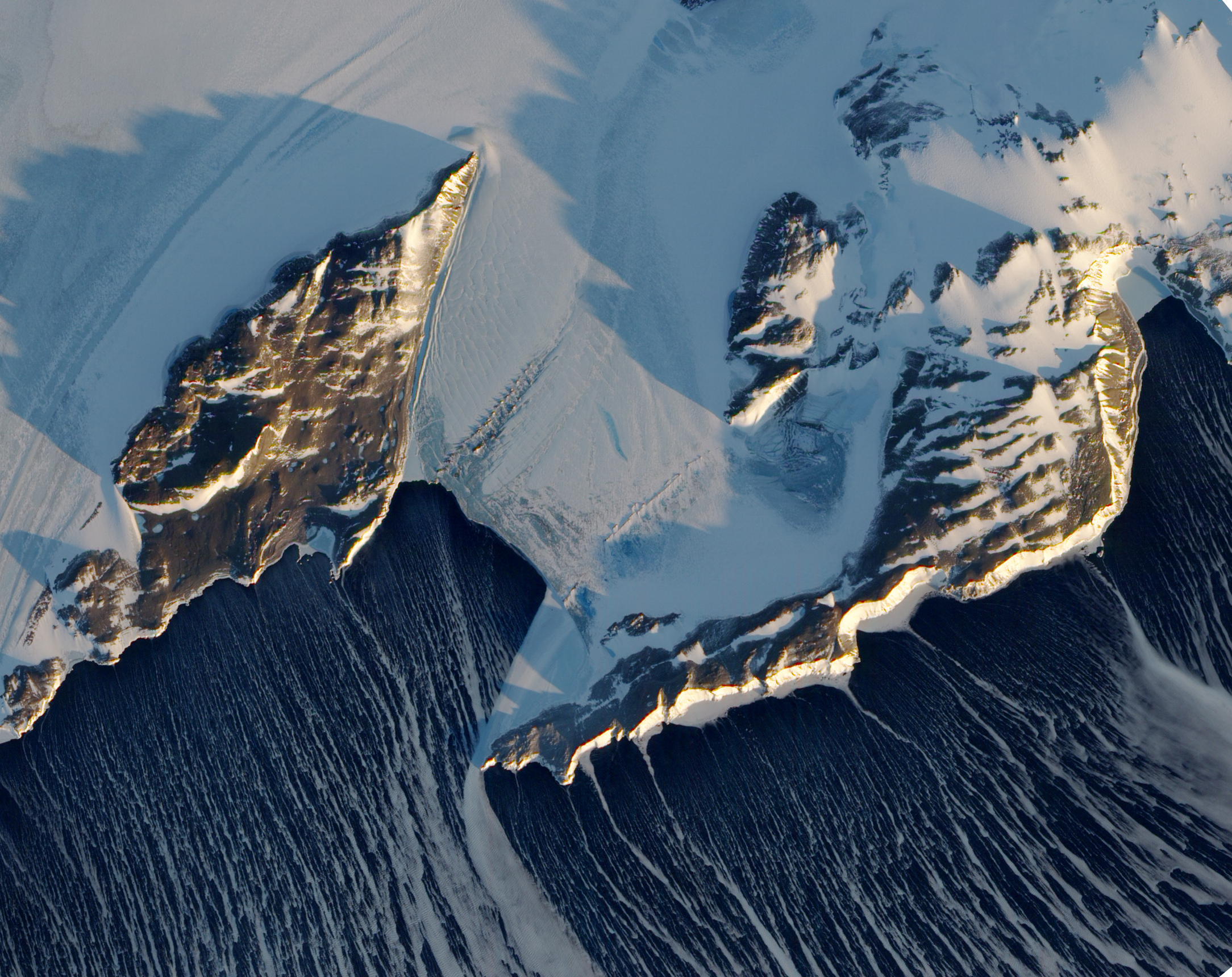
Immagine satellitare della Baia Terranova

La baia Terra Nova è una baia larga circa 64 km, situata sulla costa di Scott, nella parte nord-occidentale della Dipendenza di Ross, in Antartide. Sulla superficie della baia, la cui bocca si estende dalla lingua glaciale Drygalski formata dal ghiacciaio David, a sud, a capo Washington, a nord, sono presenti alcune lingue glaciale che circondano l'omonima polinia.

## Storia
Scoperta nel corso della British National Antarctic Expedition, anche nota come spedizione Discovery, condotta dal 1901 al 1904 al comando di Robert Falcon Scott, la baia Terra Nova fu così chiamata proprio da Scott in onore di una delle navi usate nella spedizione: il Terra Nova.
Nella baia si trovano la base antartica italiana Mario Zucchelli e la sudcoreana Jang Bogo.

## Conservazione
Le comunità di spugne e antozoi della Baia Terra Nova hanno caratteristiche uniche e sono particolarmente vulnerabili all'inquinamento e alla introduzione di specie aliene. Per tali ragione nel 2003 l'area è stata designata come Area Specialmente Protetta dell'Antartide (codice ASPA 161).